# Дев'ята авеню
Дев'ята авеню, також відома як Коламбус-авеню (англ. Ninth Avenue, Columbus Avenue) — вулиця між заходом 59-ї та 110-ю вулицями, вулиця на Вест-Сайді Мангеттена в Нью-Йорку, США. В центрі міста (на південь) від Верхнього Вест-Сайду до Челсі автомобільний рух рухається в одну сторону. Дві короткі ділянки дев’ятої авеню також пролягають через нейборгуд Інвуд, на яких здійснюється двосторонній рух.

## Опис
Дев'ята авеню бере свій початок на південь від Західної 14-ї вулиці на Гансеворт-стріт у Вест-Віллідж і простягається вгору на 48 кварталів до перетину з Західною 59-ю вулицею, де вона стає Колумбус-авеню, названою на честь Христофора Колумба. Продовжується не прериваючись через Верхній Вест-Сайд до Вест-110-ї вулиці, де її назва знову змінюється на Морнінгсайд-Драйв, і йде на північ через Морнінгсайд-Хайтс на захід 122-ї вулиці.
Одноквартальна ділянка Дев'ятої авеню між 15-ю та 16-ю вулицями також позначається як "Oreo Way". В цьому кварталі в колишній штаб-квартирі Nabisco в 1912 році було виготовлено перше печиво Oreo.